# Lucie Pudilová
Lucie Pudilová (ur. 13 czerwca 1994 w Przybramie) – czeska zawodniczka mieszanych sztuk walki (MMA) walcząca w kategorii koguciej. W 2016 roku mistrzyni GCF w wadze koguciej. Aktualnie zawodniczka czesko-słowackiej organizacji Oktagon MMA. Była zawodniczka największej organizacji na świecie - UFC.

## Życiorys
Pudilová zaczęła trenować MMA w wieku 16 lat. Pracowała ze swoim trenerem Ladislavem Erdélyi, aby osiągnąć swój cel, jakim była walka w UFC.
Zanim została zawodową zawodniczką MMA, była uczennicą Szkoły Średniej Ekonomicznej w Czechach.

## Osiągnięcia

### Mieszane sztuki walki
- Gladiator Championship Fighting
  - 2016: Mistrzyni GCF w wadze koguciej

## Lista zawodowych walk w MMA
| Wynik     | Bilans | Przeciwnik (bilans przed walką) | Rozstrzygnięcie                             | Runda | Czas | Rozgrywki                               | Data       | Miejsce        | Uwagi                                                                      |
| --------- | ------ | ------------------------------- | ------------------------------------------- | ----- | ---- | --------------------------------------- | ---------- | -------------- | -------------------------------------------------------------------------- |
|           |        | Lucia Szabová (9-0)             |                                             |       |      | Oktagon 72: Vémola vs. Végh 3           | 14.06.2025 | Praga          | Pojedynek o tymczasowy pas mistrzyni Oktagon MMA w wadze koguciej.         |
| Wygrana   | 16-11  | Brittney Cloudy (6-5)           | Decyzja (jednogłośna)                       | 3     | 5:00 | Oktagon 69: Holzer vs. Ilbay            | 05.04.2025 | Dortmund       |                                                                            |
| Przegrana | 15-11  | Cecilie Bolander (3-1)          | Decyzja (niejednogłośna)                    | 5     | 5:00 | Oktagon 65: Paradeiser vs. Keita 2      | 29.12.2024 | Praga          | Pojedynek o inauguracyjny pas mistrzyni Oktagon MMA w wadze koguciej.      |
| Wygrana   | 15-10  | Cecilie Bolander (3-0)          | Decyzja (niejednogłośna)                    | 3     | 5:00 | Oktagon 61: Paradeiser vs. Duque        | 21.09.2024 | Brno           | Powrót do Oktagon MMA.                                                     |
| Przegrana | 14-10  | Luana Carolina (10-4)           | Decyzja (jednogłośna)                       | 3     | 5:00 | UFC on ESPN: Lemos vs. Jandiroba        | 20.07.2024 | Las Vegas      | Pojedynek w kategorii muszej.                                              |
| Przegrana | 14-9   | Ailín Pérez (8-2)               | Decyzja (jednogłośna)                       | 3     | 5:00 | UFC Fight Night: Allen vs. Craig        | 18.11.2023 | Las Vegas      |                                                                            |
| Przegrana | 14-8   | Joselyne Edwards (12-4)         | Decyzja (niejednogłośna)                    | 3     | 5:00 | UFC on ESPN: Holloway vs. Allen         | 15.04.2023 | Kansas City    | Pojedynek w limicie umownym -62 kg. Edwards nie wypełniła limitu wagowego. |
| Wygrana   | 14-7   | Yanan Wu (13-5)                 | TKO (łokcie)                                | 2     | 4:04 | UFC 278                                 | 20.04.2022 | Salt Lake City | Powrót do UFC.                                                             |
| Wygrana   | 13-7   | Carol Yariwaki (8-4)            | Decyzja (jednogłośna)                       | 3     | 5:00 | Oktagon 32: Kozma vs. Kníže             | 09.04.2022 | Ostrawa        |                                                                            |
| Wygrana   | 12-7   | Marta Waliczek (5-3)            | Decyzja (niejednogłośna)                    | 3     | 5:00 | Oktagon Prime 4: Macek vs. Mågård       | 06.11.2021 | Pardubice      | Co-Main Event                                                              |
| Przegrana | 11-7   | Talita Bernardo (6-4)           | Decyzja (jednogłośna)                       | 3     | 5:00 | Oktagon 26: Naruszczka vs. Krištofič    | 24.07.2021 | Praga          |                                                                            |
| Wygrana   | 11-6   | Maiju Suotama (8-5)             | Decyzja (jednogłośna)                       | 3     | 5:00 | Oktagon 22: Vémola vs. Ďatelinka        | 27.03.2021 | Brno           |                                                                            |
| Wygrana   | 10-6   | Marta Waliczek (4-2)            | Decyzja (niejednogłośna)                    | 3     | 5:00 | Oktagon 21: Paradeiser vs. Buchinger    | 30.01.2021 | Brno           |                                                                            |
| Wygrana   | 9-6    | Cornelia Holm (4-2)             | Decyzja (jednogłośna)                       | 3     | 5:00 | Oktagon 19: Vémola vs. Mikulášek        | 05.12.2020 | Brno           | Debiut w Oktagon MMA. Pojedynek w kategorii koguciej.                      |
| Przegrana | 8-6    | Justine Kish (6-2)              | Decyzja (jednogłośna)                       | 3     | 5:00 | UFC Fight Night: Blaydes vs. dos Santos | 25.01.2020 | Raleigh        | Bonus za walkę wieczoru.                                                   |
| Przegrana | 8-5    | Antonina Szewczenko (7-1)       | Poddanie (duszenie zza pleców)              | 2     | 1:20 | UFC on ESPN: Covington vs. Lawler       | 03.08.2019 | Newark         | Bonus za walkę wieczoru.                                                   |
| Przegrana | 8-4    | Liz Carmouche (12-6)            | Decyzja (jednogłośna)                       | 3     | 5:00 | UFC on ESPN+ 3: Błachowicz vs. Santos   | 23.02.2019 | Praga          | Powrót do kategorii muszej.                                                |
| Przegrana | 8-3    | Irene Aldana (8-4)              | Decyzja (niejednogłośna)                    | 3     | 5:00 | UFC 228                                 | 08.09.2018 | Dallas         | Bonus za walkę wieczoru.                                                   |
| Wygrana   | 8-2    | Sarah Moras (5-2)               | Decyzja (jednogłośna)                       | 3     | 5:00 | UFC Fight Night: Cowboy vs. Medeiros    | 18.02.2018 | Austin         |                                                                            |
| Wygrana   | 7-2    | Ji Yeon Kim (6-0-2)             | Decyzja (jednogłośna)                       | 3     | 5:00 | UFC Fight Night: Holm vs. Correia       | 17.06.2017 | Kallang        |                                                                            |
| Przegrana | 6-2    | Lina Länsberg (6-2)             | Decyzja (jednogłośna)                       | 3     | 5:00 | UFC Fight Night: Manuwa vs. Anderson    | 18.03.2017 | Londyn         | Debiut w UFC.                                                              |
| Wygrana   | 6-1    | Alexandra Buch (8-5)            | Poddanie (duszenie gilotynowe)              | 1     | N/A  | Clash FC: Clash of the Titans           | 19.11.2016 | Pilzno         |                                                                            |
| Wygrana   | 5-1    | Eeva Siiskonen (5-3-2)          | Poddanie (dźwignia prosta na staw łokciowy) | 2     | 4:06 | MMA Imatra: Carelia Fight 12            | 10.09.2016 | Imatra         |                                                                            |
| Wygrana   | 4-1    | Melinda Fábián (2-1-1)          | Decyzja (niejednogłośna)                    | 3     | 5:00 | GCF 34: Back In The Fight 5             | 25.03.2016 | Przybram       | Zdobyła pas mistrzyni GCF w wadze koguciej.                                |
| Przegrana | 3-1    | Lina Länsberg (4-1)             | Decyzja (jednogłośna)                       | 3     | 5:00 | Battle of Botnia 2015                   | 26.11.2015 | Umeå           | Powrót do kategorii koguciej.                                              |
| Wygrana   | 3-0    | Suvi Salmimies (3-1-1)          | Decyzja (niejednogłośna)                    | 3     | 5:00 | Cage 31                                 | 19.09.2015 | Helsinki       | Debiut w kategorii muszej.                                                 |
| Wygrana   | 2-0    | Julija Stoliarenko (1-1)        | TKO (przerwanie przez narożnik)             | 2     | 5:00 | GCF Challenge: Back in the Fight 4      | 27.03.2015 | Przybram       | Debiut w limicie umownym -64 kg.                                           |
| Wygrana   | 1-0    | Lenka Smetánková (0-1)          | TKO (przerwanie przez narożnik)             | 1     | 3:00 | GCF Challenge: Back in the Fight 3      | 14.02.2014 | Przybram       | Debiut w zawodowym MMA.                                                    |